# Kim Ja-youn
Kim Ja-youn (* 28. April 1978 in Jeonbuk, Südkorea) ist eine ehemalige südkoreanische Biathletin.
Kim Ja-youn gab ihr internationales Debüt zum Auftakt der Saison 1999/2000 in Hochfilzen im Biathlon-Weltcup und wurde 88. eines Einzels. Erstes Großereignis wurden die Biathlon-Weltmeisterschaften 2001 in Pokljuka, wo Kim 74. des Einzels und 72. der Verfolgung wurde. Höhepunkt der Karriere wurde die Teilnahme an den Olympischen Winterspielen 2002 in Salt Lake City. Bei den Wettkämpfen in Soldier Hollow kam die Südkoreanerin im Einzel und im Sprint zum Einsatz, wo sie die Ränge 66 und 69 belegte. Ein Jahr später wurden die Biathlon-Weltmeisterschaften 2003 in Chanty-Mansijsk zur letzten internationalen Meisterschaft, an der sie teilnahm. Im Einzel wurde sie 65. und erreichte damit zugleich ihr bestes internationales Resultat, im Sprint belegte sie zum Abschluss ihrer internationalen Karriere einen 75. Platz.

## Biathlon-Weltcup-Platzierungen
Die Tabelle zeigt alle Platzierungen (je nach Austragungsjahr einschließlich Olympische Spiele und Weltmeisterschaften).
- 1.–3. Platz: Anzahl der Podiumsplatzierungen
- Top 10: Anzahl der Platzierungen unter den ersten zehn (einschließlich Podium)
- Punkteränge: Anzahl der Platzierungen innerhalb der Punkteränge (einschließlich Podium und Top 10)
- Starts: Anzahl gelaufener Rennen in der jeweiligen Disziplin
- Staffel: inklusive Mixed-Staffel

| Platzierung         | Einzel | Sprint | Verfolgung | Massenstart | Team | Staffel | Gesamt |
| ------------------- | ------ | ------ | ---------- | ----------- | ---- | ------- | ------ |
| 1. Platz            |        |        |            |             |      |         |        |
| 2. Platz            |        |        |            |             |      |         |        |
| 3. Platz            |        |        |            |             |      |         |        |
| Top 10              |        |        |            |             |      |         |        |
| Punkteränge         |        |        |            |             | 2    |         | 2      |
| Starts              | 9      | 18     |            |             | 2    |         | 29     |
| Stand: Karriereende |        |        |            |             |      |         |        |